# Sarah Ludford

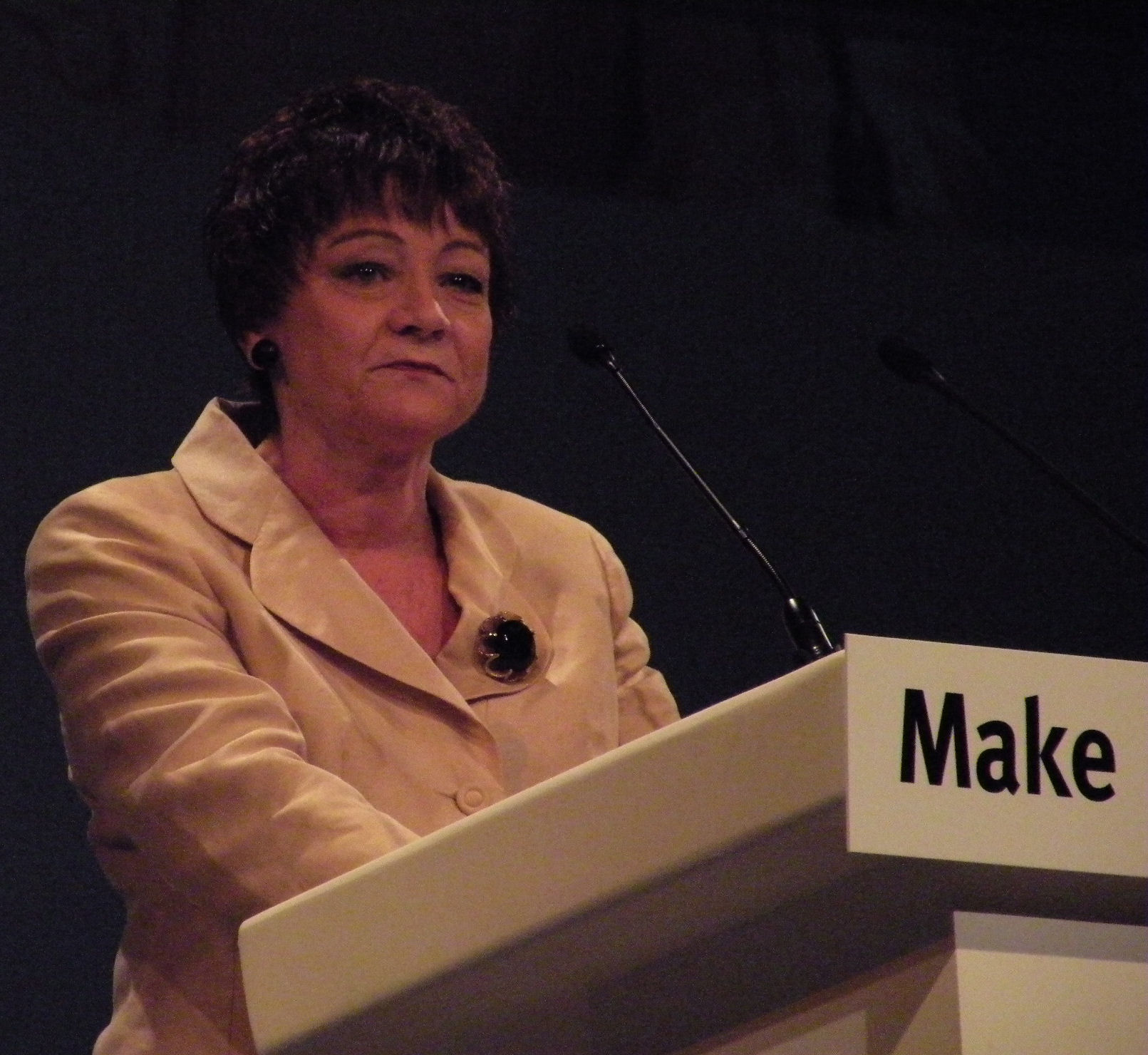
Sarah Ludford

Sarah Ludford, Baroness Ludford (n. 14 martie 1951) este un om politic britanic, membru al Parlamentului European în perioadele 1999-2004 si 2004-2009 din partea Regatului Unit.